# Đội tuyển Davis Cup Sénégal
Đội tuyển Davis Cup Sénégal đại diện Sénégal ở giải đấu quần vợt Davis Cup và được quản lý bởi Liên đoàn Quần vợt Sénégal. Đội chưa thi đấu kể từ năm 2005.
Đội từng vào bán kết Nhóm I năm 1988.

## Lịch sử
Sénégal lần đầu tiên tham gia Davis Cup vào năm 1984.